# 蘭学事始

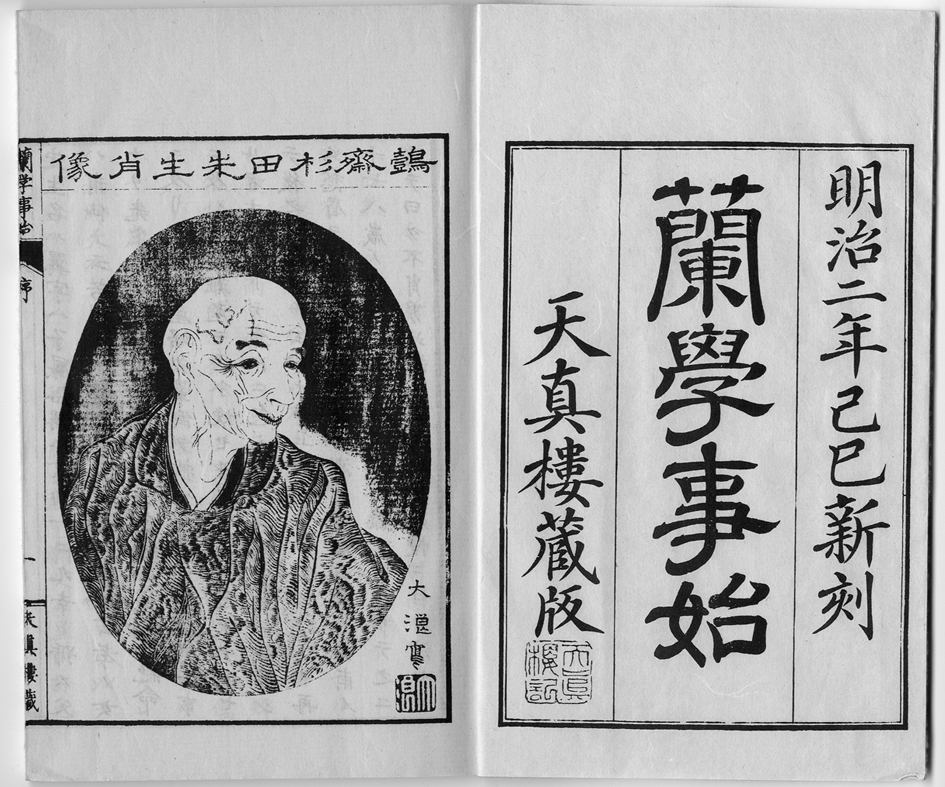
『蘭学事始』明治2年刊

『蘭学事始』（らんがくことはじめ）は、文化12年（1815年）、83歳の杉田玄白が蘭学草創の当時を回想して記し、大槻玄沢に送った手記。上下2編。当初の題名は『蘭東事始』であった。そのほかにも『和蘭事始』とする記録がある。江戸時代後期の蘭学草創期の経緯が、当事者の視線で描かれている。

## 経緯
高齢になった蘭学の先駆者・杉田玄白は、自らの死後に蘭学草創期の史実が後世に誤り伝わることを懸念し、自らの記憶する当時のことを書き残そうと決意した。文化11年（1814年）にいちおう書き終わり、高弟の大槻玄沢に校訂させ、文化12年（1815年）に完成を見る。
本書は玄白自筆の原稿本とその写本の2冊のみ書かれ、原稿本は杉田家に所蔵され、写本は玄沢に贈られた。このとき玄白83歳。2年後の文化14年（1817年）に玄白は85歳で死去した。
だが杉田家の原稿本は、安政2年（1855年）の安政の大地震による杉田家の被災で失われた。また大槻家の写本もいつしか散逸し、完全に失われたものとされて関係者から惜しまれていたが、幕末期に神田孝平が湯島の露店で偶然に大槻家の写本を見つけ、明治2年（1869年）、玄白の曽孫の杉田廉卿による校正を経、福沢諭吉はじめ有志一同が『蘭学事始』（上下2巻）の題名で刊行した。その後再刊行を重ね、日本における西洋医学導入期の当事者による貴重な一次史料としてひろく一般に読まれるようになる。

## 内容
戦国末期の日本と西洋の接触から書きおこし、蘭方医学の発祥、青木昆陽や野呂元丈によるオランダ語研究などを記述する。白眉はオランダ語の医学書、ヨハン・アダム・クルムス『ターヘル・アナトミア』を訳・刊行する苦心談である。明和8年（1771年）3月4日、前野良沢、杉田玄白、中川淳庵らは小塚原の刑場で刑死者の腑分け（解剖）を見学し、『ターヘル・アナトミア』の図版が精確なことに一同感銘して翻訳を決意する。辞書すらない当時の環境下で苦心のうち翻訳を進め、安永3年（1774年）に『解体新書』として刊行する。特に良沢の名は『解体新書』には記されていなかったため、本書で初めてその業績が世に知られた。ほかにも、平賀源内、桂川甫周、建部清庵、大槻玄沢、宇田川玄真、稲村三伯など、同時代の蘭学者のエピソードが記される。

## フルヘッヘンド
『蘭学事始』に描かれた「鼻とは顔の中でフルヘッヘンドするものなり」という文の「フルヘッヘンド」という単語の意味が分からず、用例を集め「庭を掃けば、塵芥集まりてフルヘッヘンドする」などから考えた結果、「うずたかい」という意味だと推測するにいたる逸話は、菊池寛の大正10年（1921年）の小説『蘭学事始』以後、広く知られるようになる。しかし1982年に酒井シヅが『ターヘルアナトミア』を原典訳を行うも、この単語はその中にないことが判明した。

## 主な刊行書誌（近年）
- 野上豊一郎校註『蘭学事始』 一穂社〈旧岩波文庫版の復刻〉、2005年10月、ISBN 4-86181-102-3。初版昭和5年(1930年)
- 緒方富雄校注『蘭学事始』 岩波文庫、改版1982年3月、ISBN 400-330201X。初版昭和34年(1959年)。岩波書店〈単行版〉、1983年
  - 緒方富雄訳・解説『現代文　蘭学事始』 岩波書店、1984年
- 片桐一男全訳注『蘭学事始』 講談社〈講談社学術文庫〉2000年1月、ISBN 406-1594133
- 芳賀徹・緒方富雄・楢林忠男訳『蘭学事始ほか』中央公論新社［中公クラシックス］、2004年7月、ISBN 412-1600681。元版『日本の名著22』（芳賀徹責任編集、中央公論社）
- 長尾剛訳『話し言葉で読める「蘭学事始」』PHP研究所、2006年12月、ISBN 4-569-66735-X
- 酒井シヅ訳『すらすら読める蘭学事始』講談社、2004年11月、ISBN 4-06-212385-1

### 『蘭学事始』を題材とした作品
- 菊池寛『蘭学事始』（青空文庫）
- 吉村昭『冬の鷹』（新潮文庫）
- みなもと太郎『風雲児たち』- 歴史マンガ
- 水木しげる『東西奇ッ怪紳士録』- 同上
- 木々康子『蒼龍の系譜』（筑摩書房）1976年
杉田玄白、大槻玄沢、杉田立卿に学んだ長崎浩斎一族の、維新にいたる動乱までを描いた作品だが、晩年まで浩斎が交わした大槻玄沢との書簡の中に、玄沢自身が「蘭東事始」と「蘭学事始」の命名についての説明があり、“あとがき”に玄沢自身の手紙を掲載している。この"あとがき”について、緒方富雄は『蘭学越始』岩波文庫・新版解説で「いずれも拙者が命名したものだが、蘭学事始の方が抵当である」との玄沢の言葉を引用し説明している。